# DJ Tomekk
DJ Tomekk, de son vrai nom Tomasz Kuklicz (né le 11 octobre 1975 à Cracovie, en Pologne), est un DJ, producteur et présentateur allemand. Il est considéré comme partie intégrante de la scène hip-hop américaine et allemande des années 1990, et reconnu parmi les fondateurs et pionniers du hip-hop allemand. Il travaille comme présentateur chez Kiss FM Berlin, 1 Live et Jam FM et devient présentateur sur MTV (MTV Streetlive) et VIVA. Sous ce nom, DJ Tomekk compte plus de 500 morceaux publiés.

## Biographie

### Jeunesse
Tomekk naît à Cracovie. Son père est un ancien pianiste marocain et sa mère, une artiste plasticienne,,. À l'âge de dix ans, Kuklicz rencontre un DJ pour la première fois et décide de se consacrer à ce métier. La même année, son père émigre en Allemagne qu'il suit jusqu'à Berlin-Ouest, où il réside à Wedding et au Diesterweg-Gymnasium. Au décès de son père cinq ans plus tard, Tomekk, âgé de 15 ans, se retrouve seul. Berlin-Ouest est reprise par Berlin, et ce qui était alors le domicile de Tomekk ces trois dernières années devient le foyer pour enfants Frohsinn du quartier berlinois de Wedding. Pendant ce temps, il apprend que le rappeur Sido lui dédie le morceau T.O.M.E.K.K. sur son album Numma Eyns. Tomekk fait partie du graffiti berlinois où il remporte un prix.

### Contrat d'enregistrement et émission de radio
À l'âge de 15 ans, il signe son premier contrat d'enregistrement avec le label Stuff Records et publie le single OC featuring MC Mis One en 1991 avec les morceaux Wait in Love For You et Art Gangster Rap. Le 1er janvier 1993, la station berlinoise Kiss FM démarre sous le slogan « Only Black Music » (litt. « Ce n'est que magie noire ») dans une boulangerie de Neuköln. Le DJ hip-hop Tomekk, âgé de 17 ans, crée sa propre émission de radio intitulée BoogieDownBerlin,.

### Succès aux États-Unis
En 1993, Kurtis Blow est invité à une interview dans l'émission BoogieDownBerlin de DJ Tomekk sur Kiss FM. Par coïncidence, Kurtis Blow a besoin d'un DJ remplaçant temporaire et fait sa demande à DJ Tomekk. DJ Tomekk devient le DJ de Kurtis Blow et les deux tournent pendant un an aux États-Unis, jouant sur la côte est et la côte ouest, dont Baltimore devant 300 000 spectateurs - dans la prison de Rikers Island, à New York, à Las Vegas et à Los Angeles. Fort de son statut particulier de « parrain du hip-hop », Kurtis Blow prend part aux clashs entre la côte est et la côte ouest.
En novembre 1993, Tomekk est honoré pour son travail par la ville de Los Angeles en faveur de la paix et de la compréhension internationale. En 1994, DJ Tomekk devient le premier non-américain à être nommé d'un Annual Rap Music Award,. À peine connu en Allemagne, il apparaît déjà aux États-Unis avec Run–DMC, Wu-Tang Clan, LL Cool J et KRS-One. Ensuite, DJ Tomekk effectue une tournée en Europe avec Kurtis Blow, avec une tournée en France qui dure plusieurs semaines.
De retour en Allemagne, DJ Tomekk participe aux trois clubs : Strike, Tabou Berlin et Alcatraz. Il joue également en tant que DJ dans d'autres clubs berlinois, par exemple régulièrement au Walfisch/Boogaloo. DJ Tomekk devient aussi actif en tant que producteur, produisant principalement pour des artistes américains. Il produit des albums et des remixes sous divers synonymes, tels que Atomek Dogg. En 1996, DJ Tomekk collabore avec Lauryn Hill pour produire le remix de Fu-Gee-La-La des Fugees. En Allemagne, il publie diverses compilations et mixtapes, où il intègre fréquemment des artistes américains et allemands dans un morceau. Le sampler Black Club Groove occupe le 16e rang des charts allemands. Le fonctionnement de la distribution d'une bande est illustré dans la vidéo Ich lebe für Hip Hop, qui joue dans l'actuel Soho House Berlin.
En 1998, il publie un remix de The Boy Is Mine de Brandy, qui dure 27 semaines dans les charts américains et l'amène à la première place. Le 9 novembre 1999, Hot Boyz est publié par la rappeuse américaine Eve avec le remix de Tomekk, se hisse au cinquième rang du palmarès américain et y reste 21 semaines.
En 1999, le fabricant d’équipement sportif Fila fonde le label F-Records. Tomekk est signé comme l'un des premiers artistes et produit en 1999 1, 2, 3 Rhymes Galore - une coopération internationale impliquant des artistes tels que le DJ américain de hip-hop Grandmaster Flash, Flavour Flav (membre du Band Public Enemy) ainsi que Afrob, Jazzy Jeff et MC Rene. Le graffeur berlinois Eric « Specter » Remberg, cofondateur du label Aggro Berlin, travaille à cette époque en tant que directeur artistique pour DJ Tomekk. Le deuxième single que Ich lebe für Hip Hop en coopération avec GZA, Prodigal Sunn, Curse et les Stieber Twins atteint le 11e rang des charts allemands.

### 2000–2010
En 2000, Tomekk produit le remix Anything avec le rappeur Jay-Z. La chanson atteint la 18e place du palmarès unique britannique. En 2001, DJ Tomekk déménage à New York pour rejoindre le basketteur et rappeur américain Shaquille O'Neal. Leur morceau est utilisé dans le cadre de la campagne américaine Don't Drink and Drive contre la conduite en état d'ébriété sous le gouvernement Obama. La même année, DJ Tomekk publie avec le musicien et acteur américain Ice-T et Sandra Nasić, la chanteuse des Guano Apes, le single Beat of Life, qui reste dans les charts allemands pendant neuf semaines (12e place)[réf. nécessaire]. Peu de temps après, DJ Tomekk produisit avec le rappeur new-yorkais Prodigal Sunn et le rappeur Liroy, connu en Pologne, les morceaux Prosto Z Polski et Return of Hip-Hop, avec KRS-One, Torch et MC Rene.
La même année, Nena sort son single Leuchtturm avec un remix de DJ Tomekk. Pour 2001, le rappeur allemand Sido Tomekk crée un dubplate d’Arschficksong et le joue pour la première fois en Allemagne dans des clubs branchés,.
Nothing But You est un single publié en 2003 par Paul van Dyk en collaboration avec le groupe britannique Hemstock and Jennings, avec la chanteuse trance Jan Johnston et le chanteur Kym. Le morceau est une réédition du single Arctic de Hemstrong and Jennings, sorti en 2002, dont le remix de DJ Tomekk est présenté dans la bande originale du jeu vidéo FIFA 2004 ; son remix de Cirrus est inclus dans Need for Speed: Underground 2. Toujours en 2003, Snap! un remix de leur hit Ooops Up produit par DJ Tomekk sort en single. Depuis le VIVA Comet 2003, DJ Tomekk est nommé au niveau national du « meilleur artiste ». La production de DJ Tomekk pour Paul van Dyk est nommée pour un Grammy Award.
Ganxtaville Pt. III est une production de DJ Tomekk avec Kurupt, Tatwaffe et G-Style. Elle reste pendant huit semaines dans le top 10 des charts allemands. En 2004, le single My Block de Sido  sort avec un remix de DJ Tomekk.
Au cours des années suivantes, DJ Tomekk collabore avec des artistes tels que MC Lyte, Xzibit, Noreaga, B-Tight, Montell Jordan, Truth Hurts, Horace Brown, Black Ivory et Harris sur son nouvel album Numma Eyns, qu'il publie finalement en 2005.
À la fin de 2006, DJ Tomekk publie la mixtape The Next Generation. C'est ce qu'il produit avec Bushido et de nombreux nouveaux venus pour les soutenir. En 2009, DJ Tomekk produit une bande-son pour la marque de boissons Ständer et en septembre 2009 à Los Angeles pour une soirée au Manoir Playboy. Les rappeurs allemands Xatar et Sido sont invités ; Xatar est emprisonné.
En 2010, l'album studio The Code of Honor de DJ Tomekk et Toony apparait sur un label polonais comportant de nombreuses caractéristiques d'artistes allemands et polonais, dont Kollegah et Farid Bang.

### Depuis 2011
DJ Tomekk travaille comme DJ radio et enregistre presque tous les week-ends dans des clubs et festivals du monde entier - mais particulièrement en Amérique et dans les pays germanophones. En 2012, il entame la tournée Tomekk goes America. En 2013, la chanteuse et compositrice américaine de RnB Dawn Richard publie le single Riot avec un remix de Tomekk. À l'occasion de leur 20e anniversaire sur scène, DJ Tomekk et Kurtis Blow sortent le single The Legendary Hip Hop Sway en 2013 sous le label Boogie Down Berlin, et remportent le disque d'or,.
En 2016, il sort le single Lonely avec Dante Thomas. Dans la vidéo tournée aux Maldives, l'ex-petite amie de Sido, Doreen Steinert, joue le rôle principal. En 2017, le spectacle de danse hip-hop Berlin Nights est présenté au Theater am Potsdamer Platz, où DJ Tomekk est l'un des personnages principaux. DJ Tomekk reprend la direction musicale et la production musicale. En 2017, le spectacle de danse hip-hop Berlin Nights est présenté au Theater am Potsdamer Platz, où DJ Tomekk est l'un des personnages principaux. DJ Tomekk a repris la direction musicale et la production musicale,. DJ Tomekk annonce travailler sous des pseudonymes afin d'essayer de nouvelles choses et de s'affranchir de la pression pour réussir.
En 2019, DJ Tomekk publie avec Drake et Tyga le morceau Text U Back et avec le duo américain de hip-hop MOP le morceau Never Give Up.

## Discographie

### Albums studio
| Année                                           | Titre                       | Meilleure position | Meilleure position | Meilleure position | Meilleure position |
| Année                                           | Titre                       | ALL                | AUT                | SUI                |                    |
| ----------------------------------------------- | --------------------------- | ------------------ | ------------------ | ------------------ | ------------------ |
| 2001                                            | Return of Hip Hop           | 5                  | 49                 | 27                 |                    |
| 2003                                            | Beat of Life Vol. 1         | —                  | —                  | —                  |                    |
| 2005                                            | Numma Eyns                  | 39                 | 67                 | 96                 |                    |
| 2006                                            | Best of DJ Tomekk           | —                  | —                  | —                  |                    |
| 2007                                            | The Next Generation Mixtape | —                  | —                  | —                  |                    |
| « — » montre qu'aucun classement n'est atteint. |                             |                    |                    |                    |                    |

### Singles
| 1999                                            | 1, 2, 3, etc. Rhymes Galore (feat. Grandmaster Flash, Flavor Flav, MC Rene et Afrob) | 6  | 9  | 34  | —  | —  |
| 2000                                            | Ich Lebe Für Hip Hop (feat. GZA, Curse, Prodigal Sunn et Stieber Twins)              | 11 | 31 | 17  | —  | —  |
| 2001                                            | Return of Hip Hop (Ooh, Ooh) (feat. KRS-One, Torch et MC Rene)                       | 13 | 64 | 22  | —  | —  |
| 2002                                            | Kimnotyze (feat. Lil' Kim et Trooper Da Don)                                         | 6  | 31 | 43  | 38 | —  |
| 2003                                            | Beat of Life (feat. Ice-T, Sandra Nasic et Trigga Tha Gambla)                        | 12 | 52 | 100 | —  | —  |
| 2003                                            | Ganxtaville Pt. III (feat. Kurupt, G-Style et Tatwaffe)                              | 5  | 30 | 22  | —  | —  |
| 2003                                            | Dankbar (feat. Trooper Da Don, G-Style, Tatwaffe et Said)                            | 31 | 56 | 72  | —  | —  |
| 2004                                            | Party (feat. Lil O)                                                                  | 45 | —  | —   | —  | —  |
| 2005                                            | Jump, Jump (feat. Fler and G-Hot)                                                    | 3  | 17 | 25  | —  | 14 |
| « — » montre qu'aucun classement n'est atteint. |                                                                                      |    |    |     |    |    |

### Remixes
- Afrika Islam : Troop (feat. Troopa Da Don)
- Ak'Sent : Zingy
- Bintia : Saturday Love (Very Rare) (feat. Montell Jordan)
- Brandy : The Boy Is Mine(feat. Monica)
- Coolio :  Ghetto Square Dance et I Like Girls
- DJ Noppe :  Eye Yey (Original-Mix) (feat. Said & Saeed)
- Eve Hot Boyz (Video-Mix) (feat. Missy Elliott, Nas & Q-Tip)
- Four Colourz :  Abcd
- Fugees :  Fu-Gee-La
- Guano Apes :  Dödel Up
- Hemstock & Jennings :  Nothing But You (feat. Paul van Dyk)
- Jay-Z :  Anything
- Joy Denalane :  Can’t Stop, Don’t Stop et Time Heals the Pain
- Lexy & K-Paul : Let’s Play
- Lil’ Kim : The Jump Off (Video-Mix)
- Liroy & Prodigal Sunn : Prosto Z Polski
- LL Cool J : You and Me (Video-Mix)
- Missy Elliott :  Hot Boyz (Video-Mix) (feat. Nas, Eve & Q-Tip)
- Monica :  The Boy Is Mine (feat. Brandy)
- Monie Love :  Slice of the Pie
- Montell Jordan :  Saturday Love (Very Rare) (feat. Bintia)
- Nas :  Hot Boyz (Video-Mix) (feat. Missy Elliott, Eve & Q-Tip)
- Nena :  Leuchtturm
- Paul van Dyk :  Nothing But You (feat. Hemstock & Jennings)
- Prezident Brown :  Rough Road (Video-Mix)
- Ray Slijngaard and Marvin D. as VIP Allstars :  Mamacita
- Q-Tip :  Hot Boyz (Video-Mix) (feat. Missy Elliott, Nas & Eve)
- Sabrina Setlur :  Hija (Video-Mix)
- Saeed :  Eye Yey (Original-Mix) (feat. DJ Noppe & Said)
- Said :  Eye Yey (Video-Mix) (feat. Vanessa S.) et Eye Yey (Original-Mix) (feat. DJ Noppe & Saeed)
- Shaquille O'Neal : How You Like That
- Sido :  Mein Block
- Smoove D. :  End of the World
- Snap! :  Ooops Up
- Spezializtz : Babsi Flowa
- Trooper Da Don : Ride or Die (I Need You) (Vanessa S.) et Troop (feat. Afrika Islam)
- Vanessa S. :  Eye Yey (Video-Mix) (feat. Said) et Ride or Die (I Need You) (Trooper Da Don)
- Yana : Keep Forgetting

## Distinctions
1 Live Krone
- 2000 : catégorie « meilleur producteur »

Bravo Otto
- 2000 : Or, catégorie « HipHop National »
- 2002 : Argent, catégorie « HipHop National »
- 2003 : Argent, catégorie « HipHop National »

Comet
- 2000 : catégorie « meilleur arrivant »

Autres récompenses
- Rap Music Award (2003)
- MC Mega Music Award